# ウィリアム・デュエル
ウィリアム・デュエル（William Duell,  1923年8月30日 - 2011年12月22日）は、アメリカ合衆国の俳優である。

## 来歴
1923年、ニューヨーク市に生まれる。高校卒業後はイリノイ州の大学、イェール大学でそれぞれ演劇を学んだ。舞台からキャリアをスタートさせ、ブロードウェイ舞台の『1776』などで知られるようになる。ちなみに『1776』はウィリアム・ダニエルズ主演で1972年に映画化され、ディエルは映画版へも出演している。その後も順調にキャリアを重ねていき、1975年のミロス・フォアマン監督の『カッコーの巣の上で』では、ジャック・ニコルソン演じる主人公が入院する病院の患者役としてダニー・デヴィートなどらとも共演。またテレビでは、レスリー・ニールセンが主演で『裸の銃を持つ男』の前身ともなったコメディ・シリーズ『フライング・コップ 知能指数0分署』にはサブ・レギュラーとして登場し、なぜか赤の他人のプライベートまでを把握する靴磨きの情報屋を演じて印象を残した。

### 死去
2011年、ニューヨーク市・マンハッタンにて、呼吸不全のため死去。88歳だった。

## 出演作品

### 映画
- ハスラー The Hustler (1961)
- 1776 1776 (1972)
- Deadhead Miles (1973)
- ハッピーフッカー/陽気な娼婦 The Happy Hooker (1975)
- カッコーの巣の上で One Flew Over the Cuckoo's Nest (1975)
- キング・オブ・ジプシー King of the Gypsies (1978)
- フライングハイ Airplane! (1980)
- 誰かが見ている A Stranger Is Watching (1982)
- Without a Trace (1983)
- Grace Quigley (1984)
- パッショネイト 悪の華 The Pope of Greenwich Village (1984)
- 燃えつきるまで Mrs. Soffel (1984)
- The Beniker Gang (1985)
- ミッドナイト・ニューヨーカー Seize the Day (1986)
- 黄昏に燃えて Ironweed (1987)
- ファニー・ファーム/ 勝手にユートピア Funny Farm (1988)
- エルヴァイラ Elvira: Mistress of the Dark (1988)
- アウト・オブ・レイン Out of the Rain (1991)
- Me and Veronica (1993)
- Trial by Jury (1994)
- パルーカヴィル Palookaville (1995)
- レックレス/ 逃げきれぬ女 Reckless (1995)
- イン&アウト In & Out (1997)
- アウト・オブ・タウナーズ The Out-of-Towners (1999)
- クレイドル・ウィル・ロック Cradle Will Rock (1999)
- Advice from a Caterpillar (1999)
- 10日間で男を上手にフル方法 How to Lose a Guy in 10 Days (2003)

### テレビドラマ
- Kraft Television Theatre (1956)
- 裸の町 Naked City (1961)
- The Defenders (1961, 1963)
- The Adams Chronicles (1976)
- フライング・コップ 知能指数0分署 Police Squad! (1982)
- Shining Time Station (1989)
- ロー&オーダー Law & Order (1999)
- エド Ed (2001, 2002)